# 泰山男孩
〈泰山男孩〉是意大利唱作組合巴特摩拉的首張單曲，由莫里齊奧·巴西和奈米·哈克特（Naimy Hackett）創作，於1985年作為巴特摩拉首張專輯《生活在背面》中的主打單曲發行。歌曲在1993年重新錄製發行。
歌曲有著簡單的歌詞，並帶有節奏感的電子旋律，副歌採用泰山的叫聲作為旋律線，此風格在後世被稱為千禧吶喊。〈泰山男孩〉是80年代著名的流行舞曲之一，多年以來被多位歌手翻唱。歌曲成功登上多國音樂排行榜，並獲得加拿大、法國、西班牙和英國唱片銷量認證。巴特摩拉也因歌曲爆紅被稱為一片歌手。

## 製作
〈泰山男孩〉由莫里齊奧·巴西和奈米·哈克特（Naimy Hackett）共同創作，編曲融合了新浪潮音樂、流行搖滾和義大利迪斯可，是首有著抓耳旋律且歌詞簡單的流行舞曲。歌曲中的「Wa-oh-wa-oh」音符段落在大調音階的五度和三度間交替出現，這種形式被音樂家特里克·梅泽尔（Patrick Metzger ）稱為「千禧吶喊」（亦被稱為「千禧魔音」）。
根據阿爾弗雷德出版（Alfred Publishing）旗下出版的數位樂譜，〈泰山男孩〉以F大調創作，每分鐘109拍，莫里齊奧·巴西的演唱音域在D4到G5之間。歌曲以律動感十足的合成器樂聲構成，副歌部分採用標誌性的泰山叫聲。吉米·麥沙尼一直被認為是歌曲演唱者，但後來才發現是巴西讓麥沙尼扮演自己，在音樂錄影帶和表演現場對嘴演出。

## 其他版本和商業搭配
〈泰山男孩〉是80年代著名的流行舞曲之一。自發行以來，就有不少歌手對歌曲進行翻唱。2006年，這首歌被Bango翻唱，在法國排名第37位。兩年後Bad Influence和Dyce翻唱的版本在瑞典排名第9。演員塞思·麦克法兰在電影中演唱歌曲。公視在電視劇《天橋上的魔術師》中使用此曲，並由九澤CP翻唱為國語版。除了翻唱外，〈泰山男孩〉也啟發不少作品。1989年的印度浪漫電影《Maine Pyar Kiya》，其印地語歌曲〈Aaya Mausam Dosti Ka〉受到〈泰山男孩〉的強烈影響。美國女子組合天命真女將〈泰山男孩〉的片段融入在歌曲〈Nasty Girl〉。
〈泰山男孩〉亦被收錄在諸多作品中。李施德霖使用歌曲作為廣告歌曲，1993年電影《忍者龜3》採用歌曲為插曲。全精英摔角總裁托尼·汗購買了歌曲版權，當前是職業摔角叢林男孩的入場曲。

## 商業成績
巴特摩拉的首張單曲獲得巨大成功。在義大利，歌曲最高排名來到第6名。在其他國家，〈泰山男孩〉登上澳大利亞、加拿大、紐西蘭、波蘭、美國等地音樂排行榜，並拿下比利時、芬蘭、法國、荷蘭、西班牙以及欧洲百强单曲榜排行冠軍。歌曲在美國，歌曲在《告示牌》百强单曲榜上保持了6個月，並於1986年初達到最高名次第13名。英國方面，〈泰山男孩〉在榜13周，獲得英国唱片业协会銀唱片認證。而在法國，〈泰山男孩〉在榜長達25周並連續5週蟬聯榜首，最終獲得法國唱片出版業公會金唱片認證，累計出貨80萬3000套。

## 版本

### 原版
| 7寸單曲 1. "Tarzan Boy" – 3:48 2. "Tarzan Boy" (DJ version) – 3:36 12寸單曲 1. "Tarzan Boy" (extended version) – 6:15 2. "Tarzan Boy" (DJ version) – 5:09 | 12寸加大單曲 1. "Tarzan Boy" (extended dance version) – 6:16 2. "Tarzan Boy" (single version) – 3:49 3. "Tarzan Boy" (extended dub version) – 5:10 12寸夏日版黑膠 1. "Tarzan Boy" (Summer version) – 6:40 2. "Tarzan Boy" (reprise) – 6:00 |

### 1993版
| CD單曲 1. "Tarzan Boy" (original version) – 3:49 2. "Tarzan Boy" (1993 remix) – 3:49 12寸黑膠 1. "Tarzan Boy" (original version) – 3:49 2. "Tarzan Boy" (UK swing mix) – 3:18 3. "Tarzan Boy" (extended dub) – 5:10 CD加大單曲 1. "Tarzan Boy" (1993 remix) – 3:49 2. "Tarzan Boy" (extended 1993 remix) – 5:33 3. "Tarzan Boy" (extended dub mix) – 5:10 | 录音带 1. "Tarzan Boy" (original version) – 3:49 2. "Tarzan Boy" (1993 remix) – 3:49 3. "Tarzan Boy" (original version) – 3:49 4. "Tarzan Boy" (1993 remix) – 3:49 CD加大宣傳單曲 1. "Tarzan Boy" (original version) – 3:45 2. "Tarzan Boy" (1993 remix) – 3:46 3. "Tarzan Boy" (extended 1993 remix) – 5:35 4. "Tarzan Boy" (UK swing mix) – 3:21 5. "Tarzan Boy" (extended dub) – 5:01 |

### 2010版
串流單曲
1. "Tarzan Boy" (Digital Remaster) – 3:49

## 榜單表現
| 排行榜（1985—1986年）                     | 最高 排行 |
| ----------------------------------------- | --------- |
| 澳大利亚（肯特音樂報告）                  | 16        |
| 奧地利（Ö3四十強單曲榜）                  | 2         |
| 比利时佛兰德（Ultratop單曲榜）            | 1         |
| 加拿大（《RPM》熱門單曲榜）               | 5         |
| 欧洲（《公告牌》欧洲百强单曲榜）          | 1         |
| 芬蘭（芬蘭官方單曲榜）                    | 1         |
| 法國（法國唱片出版業公會單曲榜）          | 1         |
| 西德（德國官方單曲榜）                    | 3         |
| 愛爾蘭（愛爾蘭唱片協會榜）                | 2         |
| 義大利（意大利音乐产业联盟）              | 6         |
| 荷蘭（荷蘭四十強單曲榜）                  | 1         |
| 荷蘭（百強單曲榜）                        | 1         |
| 新西兰（新西兰唱片音乐协会單曲榜）        | 34        |
| 挪威（世界之路榜單）                      | 4         |
| 波蘭（LP3）                               | 29        |
| 南非（跳羚電台）                          | 3         |
| 西班牙（西班牙录音和录像协会）            | 1         |
| 瑞典（瑞典最熱榜）                        | 2         |
| 瑞士（瑞士熱門音樂榜）                    | 4         |
| 英國（官方榜單公司單曲榜）                | 3         |
| 美國（《告示牌》百强单曲榜）              | 13        |
| 美國（《告示牌》熱門夜店舞曲播放榜）      | 6         |
| 美國（《告示牌》熱門舞曲/加大單曲銷售榜） | 12        |
| 美國（《錢櫃》百大單曲榜）                | 18        |

| 排行榜（1985年）               | 排名 |
| ------------------------------ | ---- |
| 奧地利（Ö3四十強單曲榜）       | 18   |
| 比利时佛兰德（Ultratop單曲榜） | 4    |
| 加拿大（《RPM》熱門單曲榜）    | 53   |
| 法國（法語國家公共研究所）     | 10   |
| 西德（德國官方單曲榜）         | 9    |
| 荷蘭（荷蘭四十強單曲榜）       | 17   |
| 荷蘭（百強單曲榜）             | 21   |
| 瑞士（瑞士熱門音樂榜）         | 2    |
| 排行榜（1986年）               | 排名 |
| 美國（《告示牌》百強單曲榜）   | 28   |

## 銷售認證
| 國家或地區                   | 認證 | 銷量     |
| ---------------------------- | ---- | -------- |
| 加拿大（加拿大音樂協會）     | 金   | 50,000^  |
| 法國（法國唱片出版業公會）   | 金   | 803,000  |
| 西班牙（西班牙音樂製作協會） | 金   | 25,000^  |
| 英國（英國唱片業協會）       | 銀   | 250,000^ |
| ^僅含認證的出貨量            |      |          |